# Eugene Nottingham
Eugene („Gene“) Parris Nottingham (* 28. Juli 1939 in Topeka; † 14. Januar 2010) war ein US-amerikanischer Ingenieur und Mitbegründer des Unternehmens Cinetron Computer Systems Inc.

## Leben
Eugene Nottingham war der Sohn von Ralph Parris Nottingham und Adolphina Rachel Nottingham, geb. Neider. Er studierte zunächst an der University of Kansas, wo er einen Bachelorabschluss in Maschinenbau und Elektrotechnik erlangte. Danach setzte er seine Studien am Georgia Institute of Technology fort und schloss 1970 mit dem Master of Science in Elektrotechnik ab.
Nach dem Studium arbeitete Nottingham als Ingenieur für die Lockheed Aircraft Company in Marietta. Parallel dazu gründete er 1971 zusammen mit Charles Vaughn und Don Hudgins das Unternehmen Cinetron Computer Systems Inc. mit Sitz in Norcross (nahe Atlanta). Dabei handelte es sich um einen Hersteller von Geräten für computergesteuerte Filmanimationen und optische Effekte. Cinetrons Produkte wurden von Unternehmen wie The Walt Disney Company, Universal Studios, Metro-Goldwyn-Mayer, ABC und CBS eingesetzt. Nottingham amtierte 28 Jahre lang bei Cinetron als Vizepräsident für Ingenieurswesen und übernahm in der Produktion insbesondere die Aufgaben im elektronischen Bereich. Unter anderem entwickelte er zusammen mit Vaughn ein Computersystem für in Filmen eingesetzte Animationen und Effekte, das die Kontrolle eines Tricktisches oder eines Optischen Printers durch Eingangsdaten ermöglichte. In Anerkennung der Entwicklung dieses Computersystems wurden beide bei der Oscarverleihung 1981 mit dem Oscar für technische Verdienste ausgezeichnet. Außerdem erhielt Nottingham einen Technical Achievement Award von Eastman Kodak.
Eugene Nottingham lebte zuletzt in Tucker, Georgia, wo sich auch von 1995 bis zur Auflösung 1999 der Sitz von Cinetron befand. 2010 starb er im Alter von 70 Jahren. Er hinterließ seine Ehefrau, zwei Töchter und eine Schwester.